# Wahlkreis Motherwell and Wishaw (House of Commons)
| Motherwell and Wishaw |
| --------------------- |
| Motherwell and Wishaw |
| Gebildet              |
| 1974; 1997            |
| Abgeordneter          |
| Marion Fellows (SNP)  |
| Regionen              |
| North Lanarkshire     |

Motherwell and Wishaw ist ein Wahlkreis für das Britische Unterhaus. Er wurde 1974 im Wesentlichen aus dem aufgelösten Wahlkreis Motherwell geschaffen und bestand zunächst bis nach den Unterhauswahlen 1979. 1983 wurde Motherwell and Wishaw zugunsten der neugeschaffenen Wahlkreise Motherwell North und Motherwell South aufgelöst. Vor den Wahlen 1997 wurden diese wieder zum Wahlkreis Motherwell and Wishaw zusammengeführt.
Der Wahlkreis deckt die südlichen Gebiete der Council Area North Lanarkshire um die namensgebenden Städte Motherwell und Wishaw ab. Der Wahlkreis entsendet einen Abgeordneten.

## Wahlergebnisse

### Unterhauswahlen Februar 1974
| Ergebnisse der Unterhauswahlen Februar 1974 | Ergebnisse der Unterhauswahlen Februar 1974 | Ergebnisse der Unterhauswahlen Februar 1974 | Ergebnisse der Unterhauswahlen Februar 1974 |
| Partei                                      | Kandidat                                    | Stimmen                                     | %                                           |
| ------------------------------------------- | ------------------------------------------- | ------------------------------------------- | ------------------------------------------- |
| Labour                                      | George Lawson                               | 18.310                                      | 46,7                                        |
| Conservative                                | J.W. Caldwell                               | 11.997                                      | 30,6                                        |
| SNP                                         | G. Nicholson                                | 7852                                        | 20,0                                        |
| Communist                                   | J. Sneddon                                  | 1066                                        | 2,7                                         |

### Unterhauswahlen Oktober 1974
| Ergebnisse der Unterhauswahlen Oktober 1974 | Ergebnisse der Unterhauswahlen Oktober 1974 | Ergebnisse der Unterhauswahlen Oktober 1974 | Ergebnisse der Unterhauswahlen Oktober 1974 | Ergebnisse der Unterhauswahlen Oktober 1974 |
| Partei                                      | Kandidat                                    | Stimmen                                     | %                                           | ±                                           |
| ------------------------------------------- | ------------------------------------------- | ------------------------------------------- | ------------------------------------------- | ------------------------------------------- |
| Labour                                      | Jeremy Bray                                 | 17.319                                      | 44,6                                        | −2,1                                        |
| SNP                                         | J. MacKay                                   | 12.357                                      | 31,8                                        | +11,8                                       |
| Conservative                                | G. Rae                                      | 7069                                        | 18,2                                        | −12,4                                       |
| Liberal                                     | D.P. Young                                  | 1126                                        | 2,9                                         | +2,9                                        |
| Communist                                   | J. Sneddon                                  | 946                                         | 2,4                                         | −0,3                                        |

### Unterhauswahlen 1979
| Ergebnisse der Unterhauswahlen 1979 | Ergebnisse der Unterhauswahlen 1979 | Ergebnisse der Unterhauswahlen 1979 | Ergebnisse der Unterhauswahlen 1979 | Ergebnisse der Unterhauswahlen 1979 |
| Partei                              | Kandidat                            | Stimmen                             | %                                   | ±                                   |
| ----------------------------------- | ----------------------------------- | ----------------------------------- | ----------------------------------- | ----------------------------------- |
| Labour                              | Jeremy Bray                         | 22.263                              | 56,9                                | +12,3                               |
| Conservative                        | J. Thomson                          | 11.326                              | 28,9                                | +10,7                               |
| SNP                                 | J. MacKay                           | 4817                                | 12,3                                | −19,5                               |
| Communist                           | J. Sneddon                          | 740                                 | 1,9                                 | −0,5                                |

### Unterhauswahlen 1997
| Ergebnisse der Unterhauswahlen 1997 | Ergebnisse der Unterhauswahlen 1997 | Ergebnisse der Unterhauswahlen 1997 | Ergebnisse der Unterhauswahlen 1997 |
| Partei                              | Kandidat                            | Stimmen                             | %                                   |
| ----------------------------------- | ----------------------------------- | ----------------------------------- | ----------------------------------- |
| Labour                              | Frank Roy                           | 21.020                              | 57,4                                |
| SNP                                 | James A. McGuigan                   | 8229                                | 22,5                                |
| Conservative                        | Scott Dickson                       | 4024                                | 11,0                                |
| Liberal Democrats                   | Alex G. Mackie                      | 2331                                | 6,4                                 |
| Socialist Labour                    | Christopher Herriot                 | 797                                 | 2,2                                 |
| Referendum Party                    | Thomas Russell                      | 218                                 | 0,6                                 |

### Unterhauswahlen 2001
| Ergebnisse der Unterhauswahlen 2001 | Ergebnisse der Unterhauswahlen 2001 | Ergebnisse der Unterhauswahlen 2001 | Ergebnisse der Unterhauswahlen 2001 | Ergebnisse der Unterhauswahlen 2001 |
| Partei                              | Kandidat                            | Stimmen                             | %                                   | ±                                   |
| ----------------------------------- | ----------------------------------- | ----------------------------------- | ----------------------------------- | ----------------------------------- |
| Labour                              | Frank Roy                           | 16.681                              | 56,2                                | −1,2                                |
| SNP                                 | James A. McGuigan                   | 5725                                | 19,3                                | −3,2                                |
| Conservative                        | Mark Nolan                          | 3155                                | 10,6                                | −0,4                                |
| Liberal Democrats                   | Iain Brown                          | 2791                                | 9,4                                 | +3,0                                |
| Socialist                           | Stephen Smellie                     | 1260                                | 4,2                                 | +4,2                                |
| Socialist Labour                    | Claire Watt                         | 61                                  | 0,2                                 | −2,0                                |

### Unterhauswahlen 2005
| Ergebnisse der Unterhauswahlen 2005 | Ergebnisse der Unterhauswahlen 2005 | Ergebnisse der Unterhauswahlen 2005 | Ergebnisse der Unterhauswahlen 2005 | Ergebnisse der Unterhauswahlen 2005 |
| Partei                              | Kandidat                            | Stimmen                             | %                                   | ±                                   |
| ----------------------------------- | ----------------------------------- | ----------------------------------- | ----------------------------------- | ----------------------------------- |
| Labour                              | Frank Roy                           | 21.327                              | 57,5                                | +1,3                                |
| SNP                                 | Ian MacQuarrie                      | 6105                                | 16,5                                | −2,8                                |
| Liberal Democrats                   | Conor Snowden                       | 4464                                | 12,0                                | +2,6                                |
| Conservative                        | Peter Finnie                        | 3440                                | 9,3                                 | −1,3                                |
| Socialist                           | Gregor J. MacEwan                   | 1019                                | 2,8                                 | −1,4                                |
| Free Scotland Party                 | Dallas E. Carter                    | 384                                 | 1,0                                 | +1,0                                |
| Christian Vote                      | Coral G. Thompson                   | 370                                 | 1,0                                 | +1,0                                |

### Unterhauswahlen 2010
| Ergebnisse der Unterhauswahlen 2010 | Ergebnisse der Unterhauswahlen 2010 | Ergebnisse der Unterhauswahlen 2010 | Ergebnisse der Unterhauswahlen 2010 | Ergebnisse der Unterhauswahlen 2010 |
| Partei                              | Kandidat                            | Stimmen                             | %                                   | ±                                   |
| ----------------------------------- | ----------------------------------- | ----------------------------------- | ----------------------------------- | ----------------------------------- |
| Labour                              | Frank Roy                           | 23.910                              | 61,1                                | +3,6                                |
| SNP                                 | Marion Fellows                      | 7104                                | 18,2                                | +1,7                                |
| Liberal Democrats                   | Stuart Douglas                      | 3840                                | 9,8                                 | −2,2                                |
| Conservative                        | Patsy Gilroy                        | 3660                                | 9,4                                 | +0,1                                |
| TUSC                                | Ray Gunnion                         | 609                                 | 1,6                                 | +1,6                                |

### Unterhauswahlen 2015
| Ergebnisse der Unterhauswahlen 2015 | Ergebnisse der Unterhauswahlen 2015 | Ergebnisse der Unterhauswahlen 2015 | Ergebnisse der Unterhauswahlen 2015 | Ergebnisse der Unterhauswahlen 2015 |
| Partei                              | Kandidat                            | Stimmen                             | %                                   | ±                                   |
| ----------------------------------- | ----------------------------------- | ----------------------------------- | ----------------------------------- | ----------------------------------- |
| SNP                                 | Marion Fellows                      | 27.275                              | 56,5                                | +38,3                               |
| Labour                              | Frank Roy                           | 15.377                              | 31,9                                | −29,2                               |
| Conservative                        | Meghan Gallacher                    | 3695                                | 7,7                                 | −1,7                                |
| UKIP                                | Neil Wilson                         | 1289                                | 2,7                                 | +2,7                                |
| Liberal Democrats                   | Ross Laird                          | 601                                 | 1,2                                 | −8,6                                |

### Unterhauswahlen 2017
| Ergebnisse der Unterhauswahlen 2017 | Ergebnisse der Unterhauswahlen 2017 | Ergebnisse der Unterhauswahlen 2017 | Ergebnisse der Unterhauswahlen 2017 | Ergebnisse der Unterhauswahlen 2017 |
| Partei                              | Kandidat                            | Stimmen                             | %                                   | ±                                   |
| ----------------------------------- | ----------------------------------- | ----------------------------------- | ----------------------------------- | ----------------------------------- |
| SNP                                 | Marion Fellows                      | 16.150                              | 38,5                                | −18,0                               |
| Labour                              | Angela Feeney                       | 15.832                              | 37,8                                | +5,9                                |
| Conservative                        | Meghan Gallacher                    | 8490                                | 20,2                                | +12,5                               |
| Liberal Democrats                   | Yvonne Finlayson                    | 920                                 | 2,2                                 | +1,0                                |
| UKIP                                | Neil Wilson                         | 534                                 | 1,3                                 | −1,4                                |

### Unterhauswahlen 2019
| Ergebnisse der Unterhauswahlen 2019 | Ergebnisse der Unterhauswahlen 2019 | Ergebnisse der Unterhauswahlen 2019 | Ergebnisse der Unterhauswahlen 2019 | Ergebnisse der Unterhauswahlen 2019 |
| Partei                              | Kandidat                            | Stimmen                             | %                                   | ±                                   |
| ----------------------------------- | ----------------------------------- | ----------------------------------- | ----------------------------------- | ----------------------------------- |
| SNP                                 | Marion Fellows                      | 20.622                              | 46,4                                | +7,9                                |
| Labour                              | Angela Feeney                       | 14.354                              | 32,3                                | −5,5                                |
| Conservative                        | Meghan Gallacher                    | 7150                                | 16,1                                | −4,1                                |
| Liberal Democrats                   | Christopher Wilson                  | 1675                                | 3,8                                 | +1,6                                |
| UKIP                                | Neil Wilson                         | 619                                 | 1,4                                 | +0,1                                |